# Msza (muzyka)

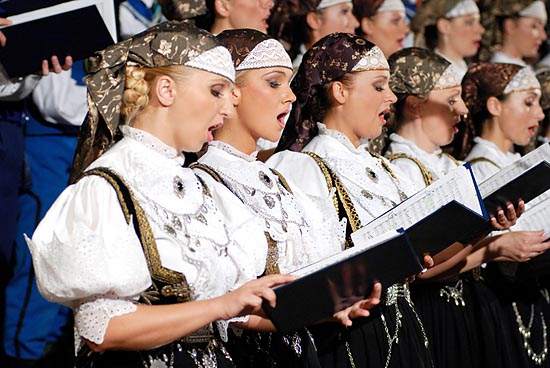
Wielka msza żałobna François-Josepha Gosseca wykonywana przez Zespół Pieśni i Tańca „Śląsk”

Msza – forma wokalna lub wokalno-instrumentalna muzyki liturgicznej o budowie cyklicznej. Przeznaczona jest do wykonania w kościele podczas liturgii mszy.
Na mszę pisaną dla celów liturgicznych w Kościele katolickim składają się 2 rodzaje śpiewów:
- Ordinarium missae, czyli stałe części mszy ze stałymi tekstami (Kyrie, Gloria, Credo, Sanctus, Benedictus, Agnus Dei);
- Proprium missae, czyli części mszy z tekstami zmiennymi, zależnymi od uroczystości (introit, graduał, alleluja, sekwencja, offertorium, communio).

Po reformie liturgicznej Soboru Watykańskiego II zmianie uległy części zmienne, które mogą być opracowywane muzycznie, do których obecnie zalicza się: antyfonę na wejście (w miejsce introitu), alleluja, antyfonę na Komunię (w miejsce communio). Wyszły z użytku: graduał (zastąpiony przez psalm responsoryjny), offertorium i niemal wszystkie sekwencje - obecnie sekwencję wykonuje się obowiązkowo tylko w Niedzielę Zmartwychwstania (Victimae Paschali Laudes) oraz w Uroczystość Zesłania Ducha Świętego (Veni Sancte Spiritus); dopuszcza się wykonanie ad libitum sekwencji Victimae Paschali Laudes w Oktawie Wielkiej Nocy, Lauda Sion Salvatorem w „Boże Ciało” oraz Stabat Mater.
Do X wieku msze śpiewano jednogłosowo (msze chorałowe), później wielogłosowo w technice organum, a następnie wraz z rozwojem sztuki kompozytorskiej tworzono msze przy wykorzystaniu różnych technik polifonicznych. Od XVII wieku w obrządku łacińskim wprowadzono towarzyszenie instrumentów muzycznych (msza kantatowa, później symfoniczna). W kościele prawosławnym i unickim zachowany został do dzisiaj pierwotny sposób wykonywania mszy a cappella.
Pod względem budowy msze dzielą się na:
- Msze chorałowe – śpiewane jednogłosowo przez chór.
- Msze motetowe – w których każda z części jest motetem. Były to wielogłosowe (najczęściej 4-gł.) msze, wykonywane przez chór a cappella. Taka forma wykształciła się w XIV wieku.
- Msze kantatowe – w których każda część jest kantatą. Msza taka była wykonywana przez orkiestrę, chór i solistów.
- Msze symfoniczne – na orkiestrę symfoniczną, chór i solistów.

Pod względem wykorzystania materiału muzycznego msze dzielą się na:
- msze oparte na cantus firmus – gdzie c.f. występuje w tenorze (później również w sopranie), a pochodził głównie z chorału gregoriańskiego.
- msze przeimitowane – forma ta powstała przez ujednolicenie rytmiczne wszystkich głosów, rezygnację z cantus firmus w długich wartościach. Polegała ona na tym, że utwór podzielony był na odcinki, które imitowane były przez kolejne głosy.
- missa parodia – oparta była na istniejącej już kompozycji polifonicznej własnej lub obcej. Kompozytor mógł zmienić ilości głosów w kompozycji, mógł ją modyfikować.
- missa sine nomine (msza bez nazwy) – była zbudowana na melodii pochodzącej z inwencji kompozytora

Podział mszy w zależności od ilości części cyklicznych:
- missa brevis – msza krótka, zwana też zwykłą, składająca się jedynie z dwóch części: Kyrie i Gloria;
- missa solemnis – msza uroczysta, rozbudowana.

## Znane msze muzyczne
- Guillaume de Machaut – Msza Notre Dame
- Giovanni Pierluigi da Palestrina – Missa Papae Marcelli
- Johann Sebastian Bach – Wielka msza h-moll
- Wolfgang Amadeus Mozart – Msza C-dur KV 317 „Koronacyjna”
- Wolfgang Amadeus Mozart – Requiem d-moll
- Wolfgang Amadeus Mozart – Msza c-moll
- Ludwig van Beethoven – Missa Solemnis D-dur op. 123
- Johannes Brahms – Niemieckie requiem (Ein Deutsches Requiem) op. 45
- François-Joseph Gossec – Wielka msza żałobna
- Antonín Dvořák – Requiem
- Giuseppe Verdi – Requiem
- Gabriel Fauré – Requiem

Częstym zjawiskiem w czasie renesansu było opracowywanie słynnej francuskiej melodii świeckiej L’homme armé. Msze L’homme armé napisali m.in. Guillaume Dufay, Johannes Ockeghem czy Josquin des Prés.

### Polscy kompozytorzy mszy
- Jan Adam Maklakiewicz
- Mikołaj z Radomia
- Bartłomiej Pękiel
- Stanisław Moniuszko
- Wojciech Kilar
- Jerzy Derfel
- Krzysztof Meyer
- Roman Maciejewski
- Krzysztof Penderecki
- Kazimierz Rozbicki
- Zdzisław Szostak
- Grzegorz Gerwazy Gorczycki